# 多彩美麗蚌
多彩美麗蚌（学名：Lampsilis satura）是美國特有的一種淡水蚌。